# If You Tolerate This Your Children Will Be Next
If You Tolerate This Your Children Will Be Next är en sång av Manic Street Preachers, utgiven som singel den 24 augusti 1998. "If You Tolerate This Your Children Will Be Next" nådde förstaplatsen på UK Singles Chart.

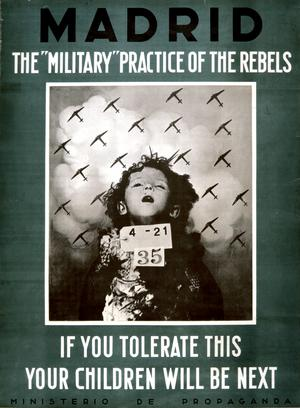
Propagandaaffischen med texten "If You Tolerate This Your Children Will Be Next".

Sången är inspirerad av en propagandaaffisch från spanska inbördeskriget. Affischen, som är ett verk av republikansidan och vänder sig till walesiska frivilliga, visar ett dödat barn med bombflyg i bakgrunden. "If You Tolerate This Your Children Will Be Next" varnar för Franco-sidans brutala övergrepp.